# Cyclonidea
Cyclonidea is een geslacht van weekdieren uit de klasse van de Gastropoda (slakken).

## Soorten
- Cyclonidea carina Laseron, 1956
- Cyclonidea dondani Poppe & Tagaro, 2016
- Cyclonidea labiata (A. Adams, 1860)
- Cyclonidea notabilis Poppe, 2008